# Meyras
Meyras [mɛʁas] est une commune française, située dans le département de l'Ardèche en région Auvergne-Rhône-Alpes
La commune héberge le site de la station thermale de Neyrac-les-Bains, le site naturel du volcan du Souilhol ainsi que les ruines du château de Ventadour.
Ses habitants sont appelés les Meyrassiens.

## Géographie

### Situation et description
Meyras se présente comme un petit village à l'aspect essentiellement rural dans un secteur de moyenne montagne de la communauté de communes Ardèche des Sources et Volcans, située dans le sud du département. La station thermale de Neyrac-les-Bains est située sur son territoire, au sud du bourg, en bordure de l'Ardèche.

### Communes limitrophes
Les communes limitrophes sont  Chirols, Fabras, Jaujac, Montpezat-sous-Bauzon, Pont-de-Labeaume, Saint-Pierre-de-Colombier et Thueyts.
Meyras est limitrophe de sept communes, toutes situées dans le département de l'Ardèche et réparties de la façon suivante :

### Hydrographie
Les rivières : l'Ardèche, la Fontaulière et le Lignon sont les principaux cours d'eau qui traversent la localité de Meyras.

### Climat
Pour des articles plus généraux, voir Climat d'Auvergne-Rhône-Alpes et Climat de l'Ardèche.
En 2010, le climat de la commune est de type climat méditerranéen franc, selon une étude du CNRS s'appuyant sur une série de données couvrant la période 1971-2000. En 2020, Météo-France publie une typologie des climats de la France métropolitaine dans laquelle la commune est exposée à un climat de montagne ou de marges de montagne et est dans la région climatique Sud-est du Massif Central, caractérisée par une pluviométrie annuelle de 1 000 à 1 500 mm, minimale en été, maximale en automne.
Pour la période 1971-2000, la température annuelle moyenne est de 11,3 °C, avec une amplitude thermique annuelle de 17,1 °C. Le cumul annuel moyen de précipitations est de 1 385 mm, avec 8,3 jours de précipitations en janvier et 5,1 jours en juillet. Pour la période 1991-2020, la température moyenne annuelle observée sur la station météorologique de Météo-France la plus proche, « Montpezat Sa », sur la commune de Montpezat-sous-Bauzon à 6 km à vol d'oiseau, est de 12,1 °C et le cumul annuel moyen de précipitations est de 1 649,9 mm,. Pour l'avenir, les paramètres climatiques de la commune estimés pour 2050 selon différents scénarios d'émission de gaz à effet de serre sont consultables sur un site dédié publié par Météo-France en novembre 2022.

## Urbanisme

### Typologie
Au 1er janvier 2024, Meyras est catégorisée commune rurale à habitat dispersé, selon la nouvelle grille communale de densité à 7 niveaux définie par l'Insee en 2022.
Elle est située hors unité urbaine. Par ailleurs la commune fait partie de l'aire d'attraction d'Aubenas, dont elle est une commune de la couronne,. Cette aire, qui regroupe 68 communes, est catégorisée dans les aires de 50 000 à moins de 200 000 habitants,.

### Occupation des sols
L'occupation des sols de la commune, telle qu'elle ressort de la base de données européenne d’occupation biophysique des sols Corine Land Cover (CLC), est marquée par l'importance des forêts et milieux semi-naturels (74,1 % en 2018), en diminution par rapport à 1990 (74,9 %). La répartition détaillée en 2018 est la suivante : forêts (60,9 %), zones agricoles hétérogènes (14,9 %), milieux à végétation arbustive et/ou herbacée (13,2 %), zones urbanisées (7,8 %), prairies (3,2 %).
L'évolution de l’occupation des sols de la commune et de ses infrastructures peut être observée sur les différentes représentations cartographiques du territoire : la carte de Cassini (XVIIIe siècle), la carte d'état-major (1820-1866) et les cartes ou photos aériennes de l'IGN pour la période actuelle (1950 à aujourd'hui).

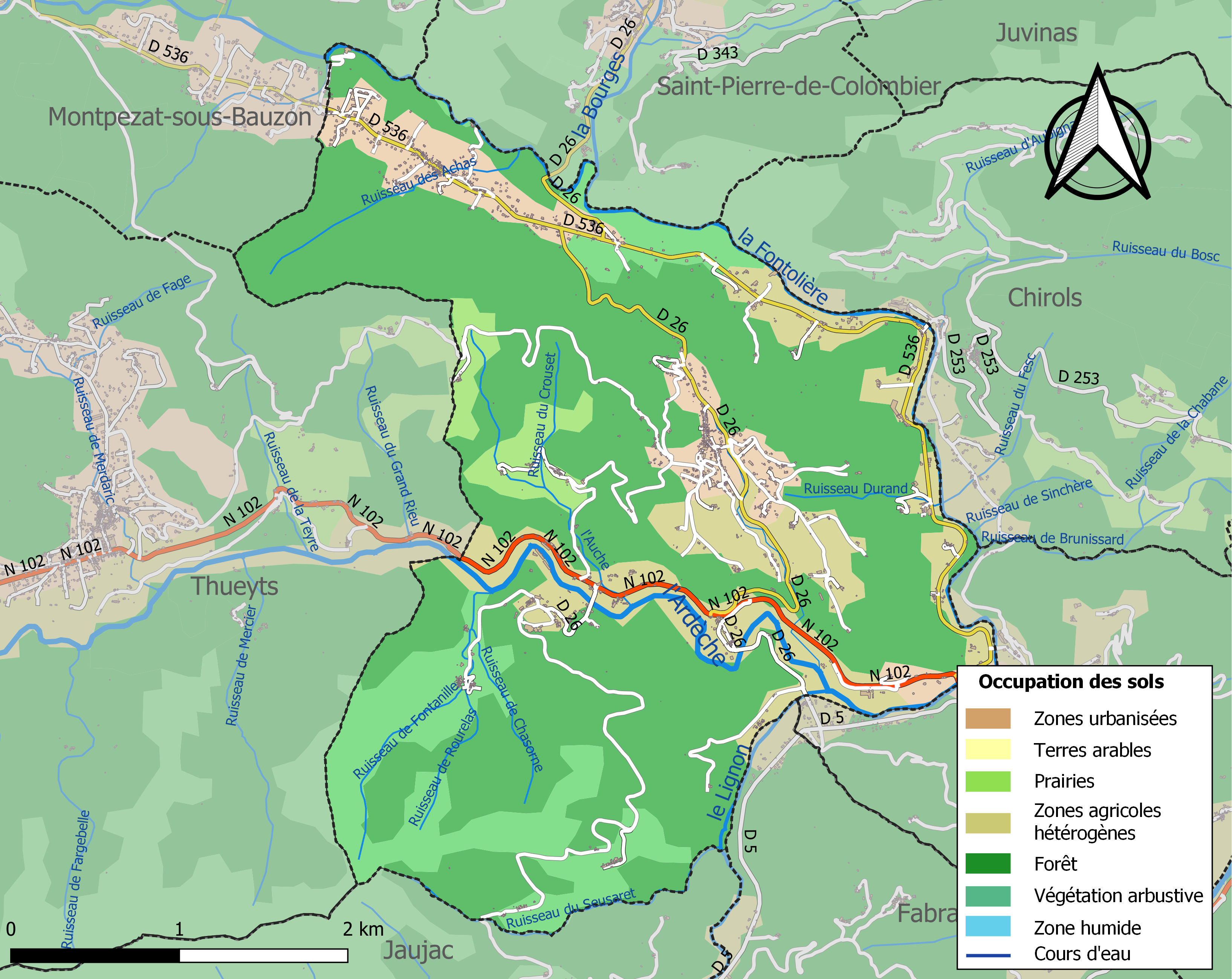
Carte des infrastructures et de l'occupation des sols de la commune en 2018 (CLC).

### Voies de communication et transports
Le territoire communal est traversé par la route nationale 102 qui relie Le Puy-en-Velay et l'Auvergne à la vallée du Rhône (Aubenas et Montélimar).

## Toponymie
Ce toponyme pourrait être liée à l'antique racine peu connue « Meyre ».

## Politique et administration

### Liste des maires
| Période                                  | Période                   | Identité        | Étiquette    | Qualité                                                                         |
| ---------------------------------------- | ------------------------- | --------------- | ------------ | ------------------------------------------------------------------------------- |
| Les données manquantes sont à compléter. |                           |                 |              |                                                                                 |
| mars 1959                                | mars 1983                 | Maurice Nicolas | SFIO puis PS | Directeur des sources du Pestrin                                                |
| mars 1983                                | août 2019                 | Gérard Bruchet  | DVG          | Professeur de Mathématiques Conseiller général du canton de Thueyts (1994-2015) |
| novembre 2019                            | En cours (au 6 août 2020) | Karine Robert   |              | Infirmière                                                                      |

## Population et société

### Démographie
L'évolution du nombre d'habitants est connue à travers les recensements de la population effectués dans la commune depuis 1793. Pour les communes de moins de 10 000 habitants, une enquête de recensement portant sur toute la population est réalisée tous les cinq ans, les populations de référence des années intermédiaires étant quant à elles estimées par interpolation ou extrapolation. Pour la commune, le premier recensement exhaustif entrant dans le cadre du nouveau dispositif a été réalisé en 2008.

En 2022, la commune comptait 906 habitants, en évolution de −4,93 % par rapport à 2016 (Ardèche : +2,48 %, France hors Mayotte : +2,11 %).
| 1793  | 1800  | 1806  | 1821  | 1831  | 1836  | 1841  | 1846  | 1851  |
| ----- | ----- | ----- | ----- | ----- | ----- | ----- | ----- | ----- |
| 2 100 | 1 951 | 1 848 | 1 709 | 2 193 | 2 268 | 2 263 | 2 411 | 2 518 |

| 1856  | 1861  | 1866  | 1872  | 1876  | 1881  | 1886  | 1891  | 1896  |
| ----- | ----- | ----- | ----- | ----- | ----- | ----- | ----- | ----- |
| 1 659 | 1 593 | 1 545 | 1 611 | 1 588 | 1 488 | 1 512 | 1 619 | 1 606 |

| 1901  | 1906  | 1911  | 1921  | 1926  | 1931  | 1936  | 1946 | 1954  |
| ----- | ----- | ----- | ----- | ----- | ----- | ----- | ---- | ----- |
| 1 569 | 1 510 | 1 503 | 1 318 | 1 308 | 1 178 | 1 114 | 957  | 1 263 |

| 1962 | 1968 | 1975 | 1982 | 1990 | 1999 | 2006 | 2008 | 2013 |
| ---- | ---- | ---- | ---- | ---- | ---- | ---- | ---- | ---- |
| 913  | 798  | 764  | 713  | 729  | 775  | 819  | 832  | 946  |

| 2018 | 2022 | - | - | - | - | - | - | - |
| ---- | ---- | - | - | - | - | - | - | - |
| 922  | 906  | - | - | - | - | - | - | - |

### Enseignement
La commune est rattachée à l'académie de Grenoble.

### Médias
La commune est située dans la zone de distribution de deux organes de la presse écrite :
- L'Hebdo de l'Ardèche

Il s'agit d'un journal hebdomadaire français basé à Valence et couvrant l'actualité de tout le département de l'Ardèche.
- Le Dauphiné libéré

Il s'agit d'un journal quotidien de la presse écrite française régionale distribué dans la plupart des départements de l'ancienne région Rhône-Alpes, notamment l'Ardèche. La commune est située dans la zone d'édition d'Aubenas, Privas et la Vallée du Rhône.

### Cultes
La communauté catholique et l'église paroissiale (propriété de la commune) sont rattachées à la paroisse « Sainte Marie Rivier en Val d’Ardèche », elle-même rattachée au diocèse de Viviers.

## Économie
Le site thermal de Neyrac-les-Bains est géré par Le syndicat intercommunal pour le thermalisme et l'environnement (Sithere) et attiré plus de 4 000 curistes en 2019.

## Culture locale et patrimoine

### Lieux et monuments

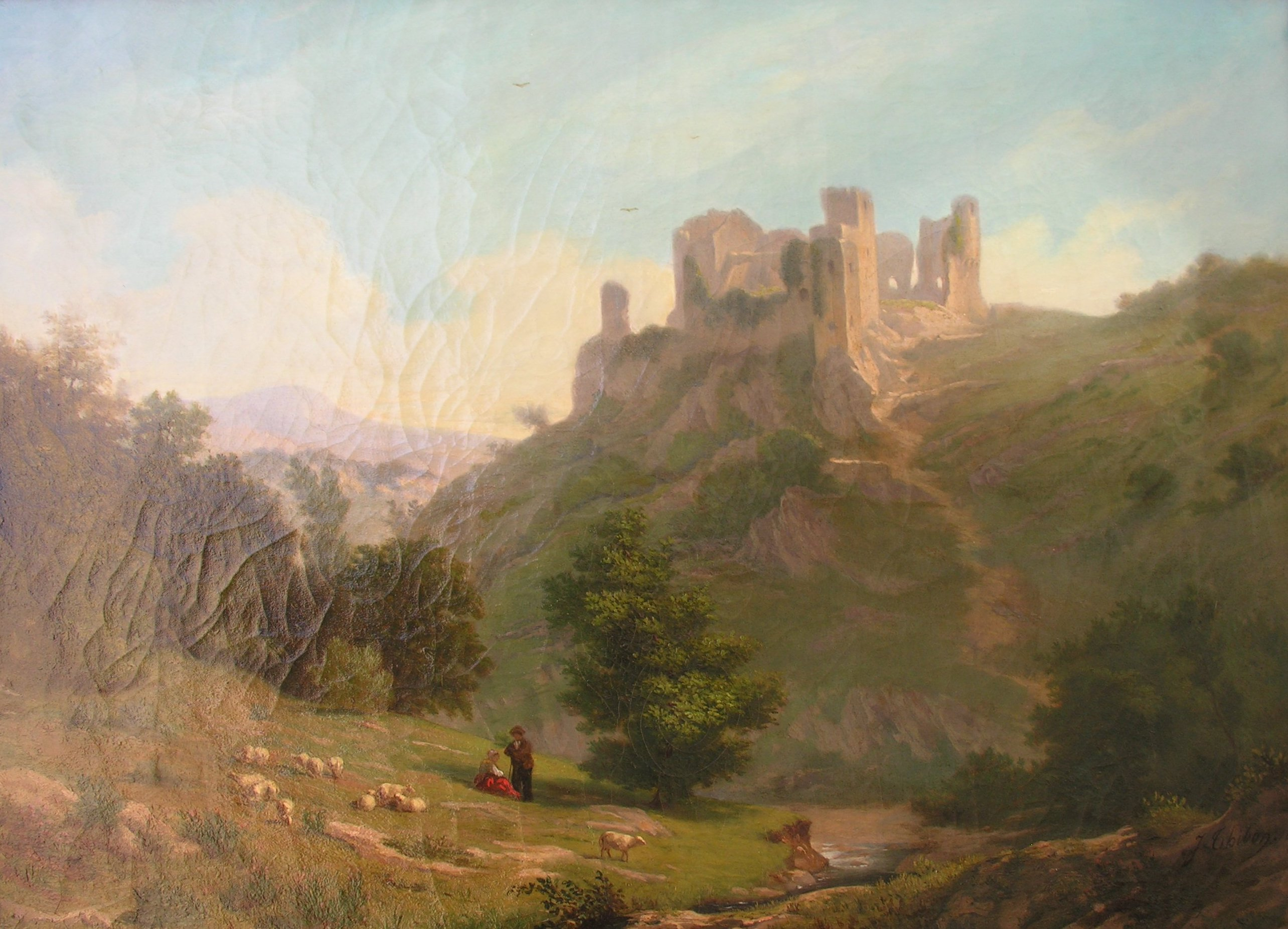
Les ruines du château de Ventadour (Meyras, Ardèche, France) peint par Jules Thibon vers 1860. Vision d'artiste. Collection particulière.

- Le château de Ventadour est un château fort avec des éléments d'architecture des XIe, XIIe, XVe et XVIe siècles. Il fut largement utilisé après la Révolution française comme carrière de pierres. Depuis 1969, il fait l'objet d'une restauration. On peut y voir un donjon carré, des tours et une porte fortifiée. Il est inscrit monument historique[20].
- Le château de Hautségur, tour de guet au XIIe siècle, en partie démoli durant les guerres de Religion et rebâti au XVIe siècle[21], est une petite forteresse avec échauguettes et mâchicoulis inscrite monument historique le 13 janvier 1937[22].
- Mofette et Thermes de Neyrac-les-Bains.
- Église Saint-Étienne de Meyras.
- Église Sainte-Marie de Champagne.
- Chapelle Saint-Roch de Meyras.

### Site naturel
- le volcan du Souilhol, jeune volcan d’Ardèche de type strombolien, lié à la phase terminale de la série éruptive des volcans du Bas-Vivarais ayant connu une phase explosive, puis une phase effusive qui fut à l’origine de deux coulées[23].

### Personnalités liées à la commune
- Véronique Genest, dont les grands-parents sont originaires de Meyras[24] ;
- Au début du XIXe siècle, Louis Brun, dit l'Enfer, tenait une auberge au lieu-dit l'Amarnier. Chef d'une bande qui détroussait et commettait des crimes de sang, prélude à l'affaire de l'auberge de Peyrebeille, Louis Brun est reconnu coupable de meurtre et guillotiné à Meyras le 2 août 1826. En montant sur l'échafaud, il s'est écrié : « On tue l'Enfer, mais on laisse vivre le Diable ! », ce qui laisse penser qu'il est fort possible qu'il fut au courant des exactions perpétrées par son collègue de « l'Auberge Rouge », plus haut sur le plateau à Lanarce.

### Héraldique
| Blason de Meyras | Les armes de Meyras se blasonnent ainsi : D'azur au lion d'or à la queue léopardée, lampassé de gueules, à la crinière du même, surmonté de trois étoiles aussi d'or rangées en chef. |